# Greeley Estates
Greeley Estates är ett amerikanskt post-hardcoreband från Phoenix, Arizona.

## Medlemmar

### Nuvarande medlemmar
- Ryan Zimmerman – sång
- David Ludlow – sologitarr, rytmgitarr (2010–), basgitarr (2008–2010), keyboard, bakgrundssång (2008–)
- Chris Julian – trummor (2009–)
- Kyle Koelsch — basgitarr (2010–)

### Tidigare medlemmar
- Brandon Hackeson – sologitarr, rytmgitarr, keyboard, bakgrundssång (2002–2014)
- Dallas Smith – rytmgitarr, sologitarr (2002–2007)
- Alex Torres – rytmgitarr, sologitarr (2007–2010)
- Jared Wallace – basgitarr (2002–2004)
- Josh Applebach – basgitarr (2004–2007)
- Bradley Murray – basgitarr, bakgrundssång (2007)
- Joshua Ferguson – basgitarr, sång (2007)
- Tyler Smith – basgitarr, sång (2008)
- John Carpenter – drums (2001–2002)
- Mike Coburn – trummor (2002–2003)
- David Hubbard – trummor (2003-2004)
- Brian Champ – trummor (2004–2009)

## Diskografi

### Studioalbum
- Outside of This (2004)
- Far From the Lies (2006)
- Go West Young Man, Let The Evil Go East (2008)
- No Rain, No Rainbow (2010)
- The Death Of Greeley Estates (2011)

### EP
- Caveat Emptor (2005)
- The Narrow Road (2012)
- Devil Son (2013)
- Calling All the Hopeless (2017)

### Singlar
- "Life Is A Garden" (2006)
- "Secret" (2007)
- "Blue Morning" (2008)

## Videografi

### DVD
- The Death of Greeley Estates (2005)